# Capricho (arquitectura)

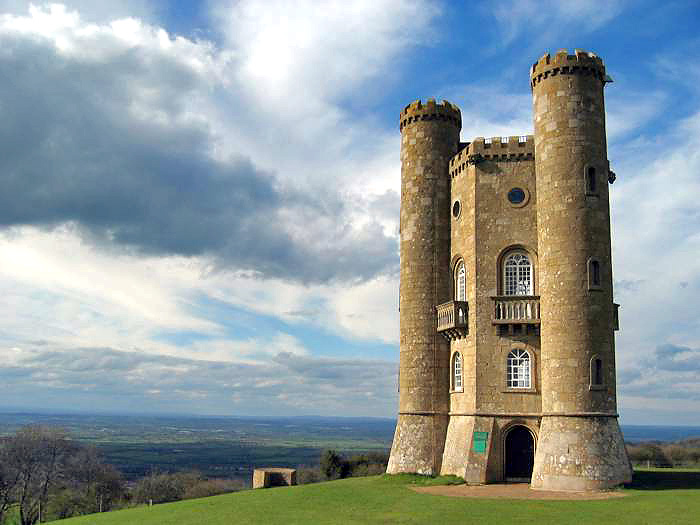
James Wyatt y Barbara Coventry, Torre de Broadway, Inglaterra, 1794.

Un capricho, o también folly (vocablo inglés para designar «locura» o «extravagancia») o folie (vocablo francés con el mismo significado que en inglés), es un edificio construido principalmente como decoración, pero cuya apariencia sugiere que tiene algún otro propósito. 
Un ejemplo contemporáneo que hace uso de las folies como elemento articulador de la ordenación de un moderno parque urbano es el parque de la Villette de París, del arquitecto Bernard Tschumi.

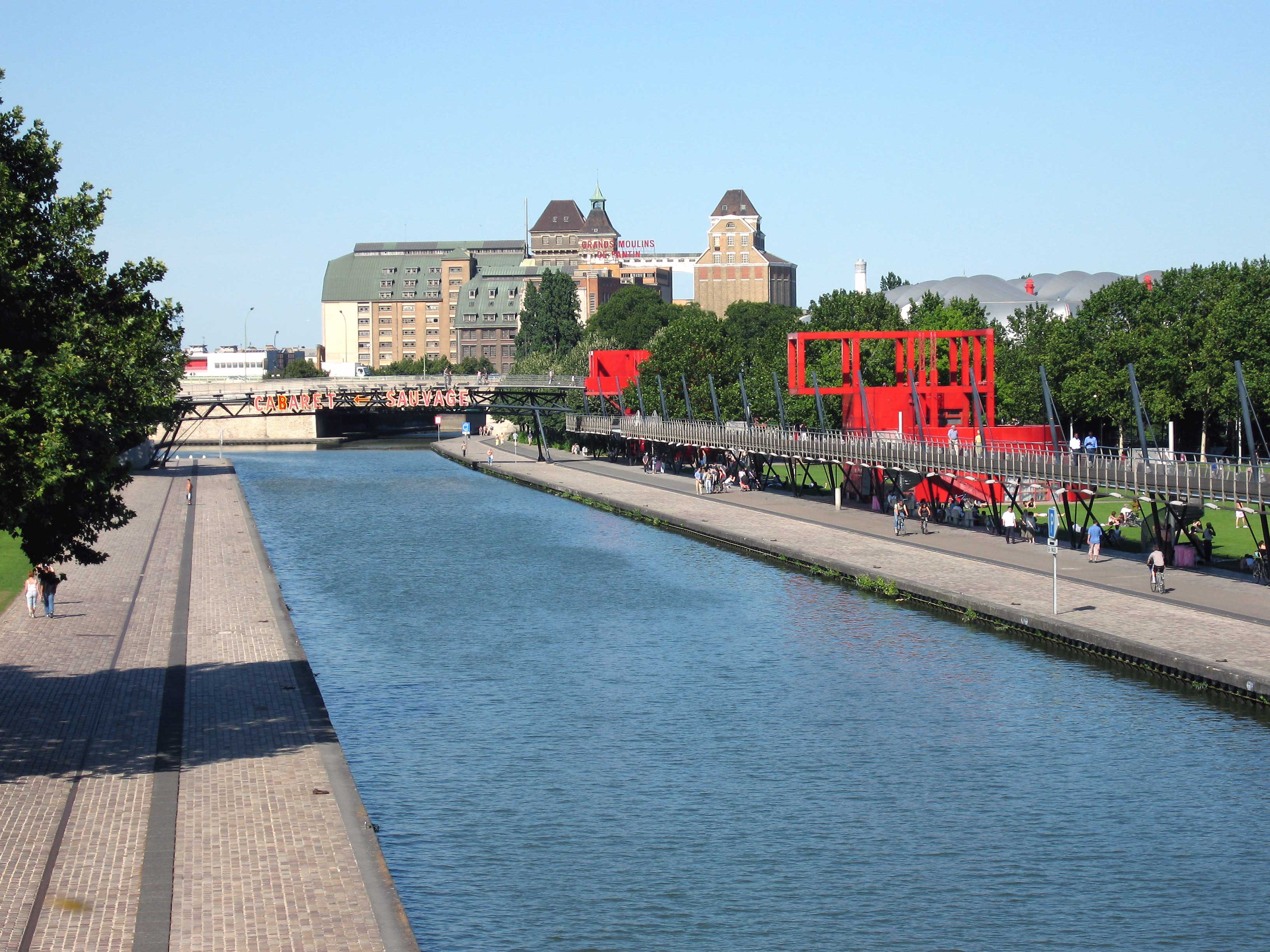
Varias folies rojas se alinean junto al canal de agua del parque de la Villette de París.

## Orígenes, naturaleza y características
Entre los referentes de este tipo de trabajo se encuentran en los caprichos plásticos de la pintura y el grabado deiciochesco, donde sus autores emplean y representan imágenes de ruinas, arquitecturas o elementos arquitectónicos reales pero a partir de combinaciones y contextos que ellos mismos fabrican. Entre los artistas célebres que han desarrollado este tipo de trabajos se destacan Pannini y Tiépolo. En 1735, por ejemplo, Pannini desarrolló su Capricho romano: el Panteón y otros monumentos, fantasía arquitectónica donde sitúa edificios y monumentos de Roma en un contexto insólitamente rural.
Como pequeñas construcciones, a menudo de carácter romántico, los caprichos arquitectónicos poseen distintas formas y funciones: pabellón, torre, puente, cascada, ruinas, gruta, casa de conchas, rotonda, esquinazos, se construyen en un parque o en un jardín. Por su disposición y su sucesión, garantizan la articulación de las distintas zonas y realzan las rutas de los paseos dentro del jardín.
Se trata de edificios extravagantes o caprichosos hacen hincapié más en la expresión artística que sobre el aspecto funcional. Las «fábricas» (elementos edificados) que subsisten se construyeron en duro, a veces para parecer un edificio antiguo parcialmente en ruinas, sin embargo una gran parte de entre ellas fueron construcciones transitorias. Construidas con ayuda de enrejados de madera, servían de decorado con motivo de fiestas campestres puntuales.
Las fábricas de jardín conocieron una gran popularidad desde finales del siglo XVI hasta principios del siglo XIX, conjuntamente al desarrollo de Romanticismo y de los jardines a la inglesa. Más allá de su aspecto decorativo, el aspecto utilitario de estos edificios a menudo fue desdeñado. Por esta razón, las fábricas de jardín a veces se calificaron de «edificios incomprendidos».

## Tipologías de fábricas de jardín
Los elementos construidos del jardín («fábricas») generalmente se agrupan en cuatro tipologías pintorescas principales:
- fábricas clásicas, inspiradas en la antigüedad, como templos, rotondas o columnatas con motivos arcaizantes;
- fábricas exóticas, inspiradas en elementos arquitectónicos de países lejanos, como  pagodas, puertas chinas, pirámides;
- fábricas naturales, que reproducen dolmenes, grutas o roquedales artificiales;
- fábricas campestres, inspiradas en las arquitecturas vernaculares, como cabañas, chozas.

Según la importancia de los parques, los cuatro grupos cohabitan o se suceden en el desarrollo de un paseo y en el descubrimiento del jardín. Por ejemplo, en el jardín inglés del Pequeño Trianon de Versalles, el paseante cruza por las rocas y las grutas, se detiene en el templo del amor o en el Mirador antes de que alcance la Aldea de la Reina y el conjunto de las cabañas.

## Caprichos arquitectónicos destacados

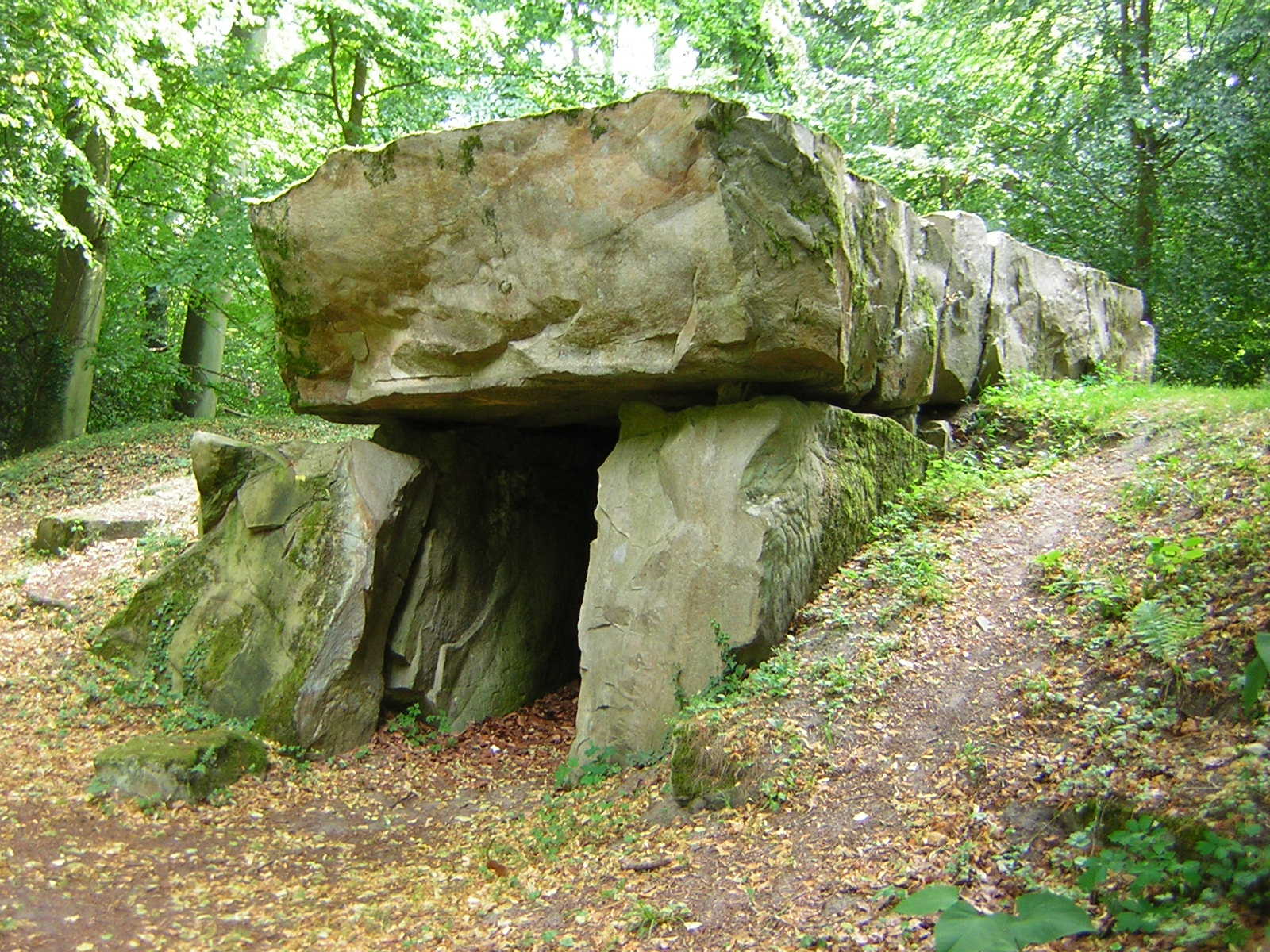
Dolmen, folie natural del parc Jean-Jacques Rousseau en Ermenonville.

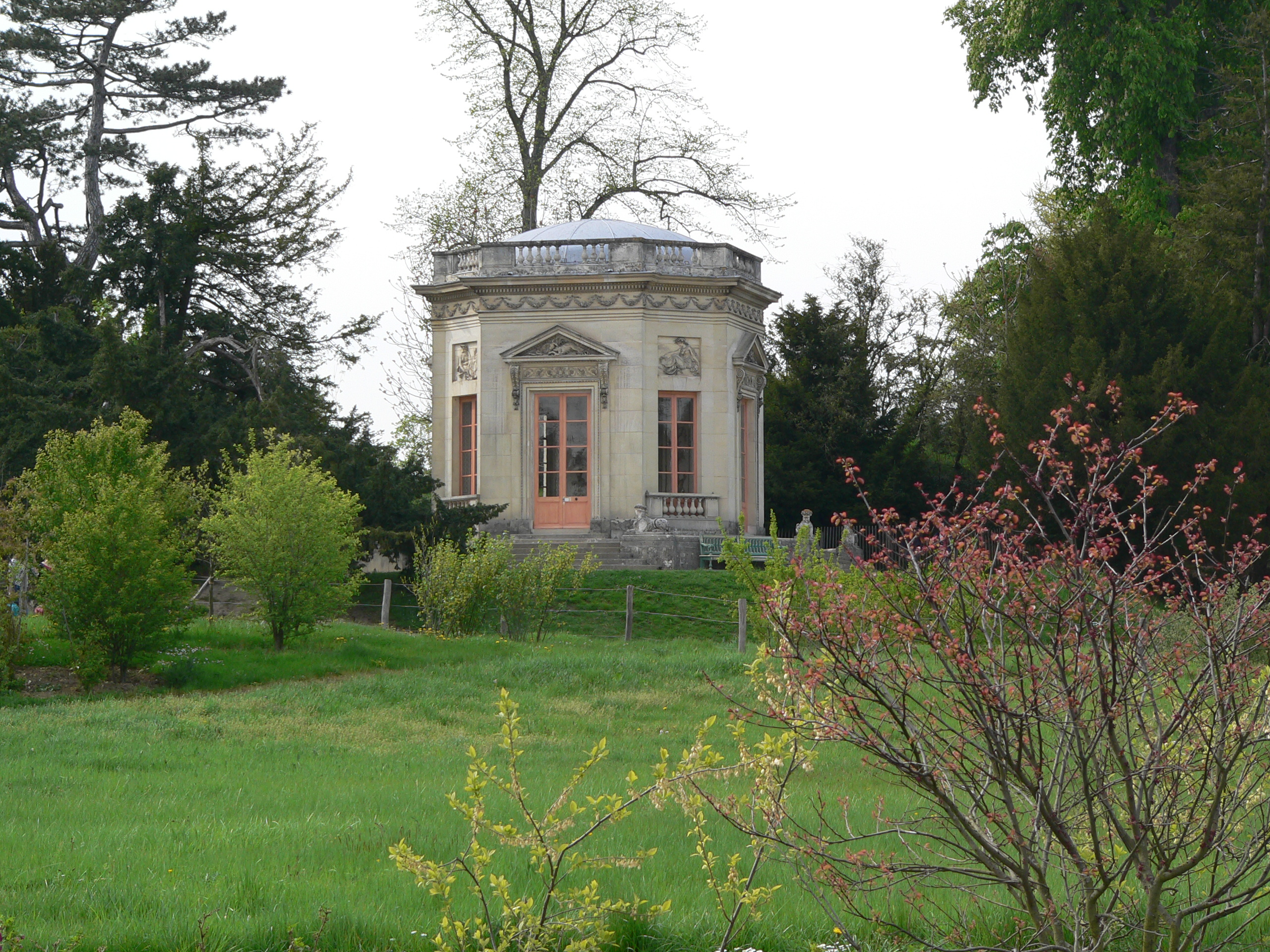
Belvédère, folie clásica de los jardines del Petit Trianon en Versailles.

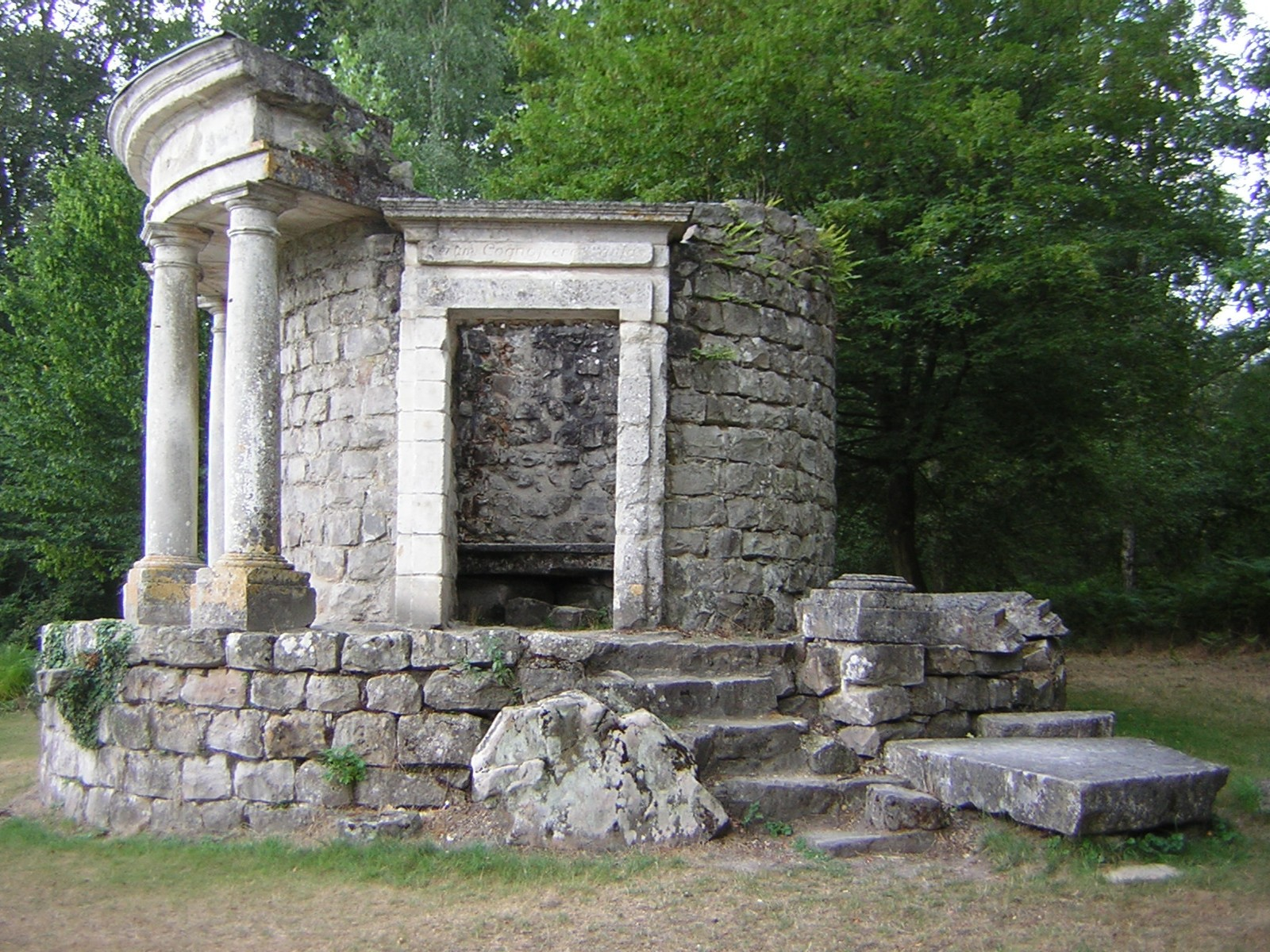
Templo de la filosofía en el parque Jean-Jacques Rousseau,, deliberadamente construido desde un principio en ruina.

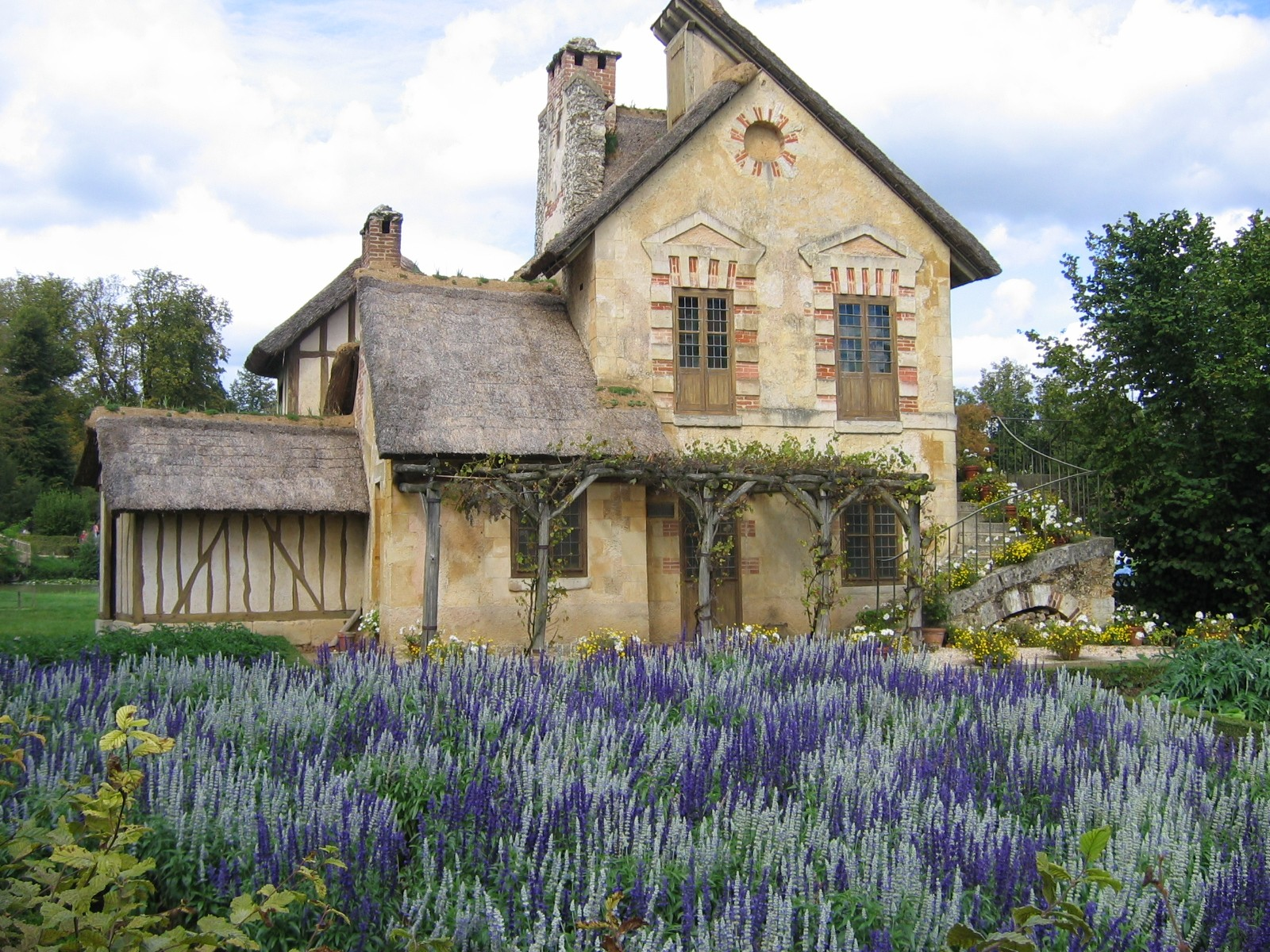
Molino de agua de la aldea de la Reina, Petit Trianon, folie campestre.

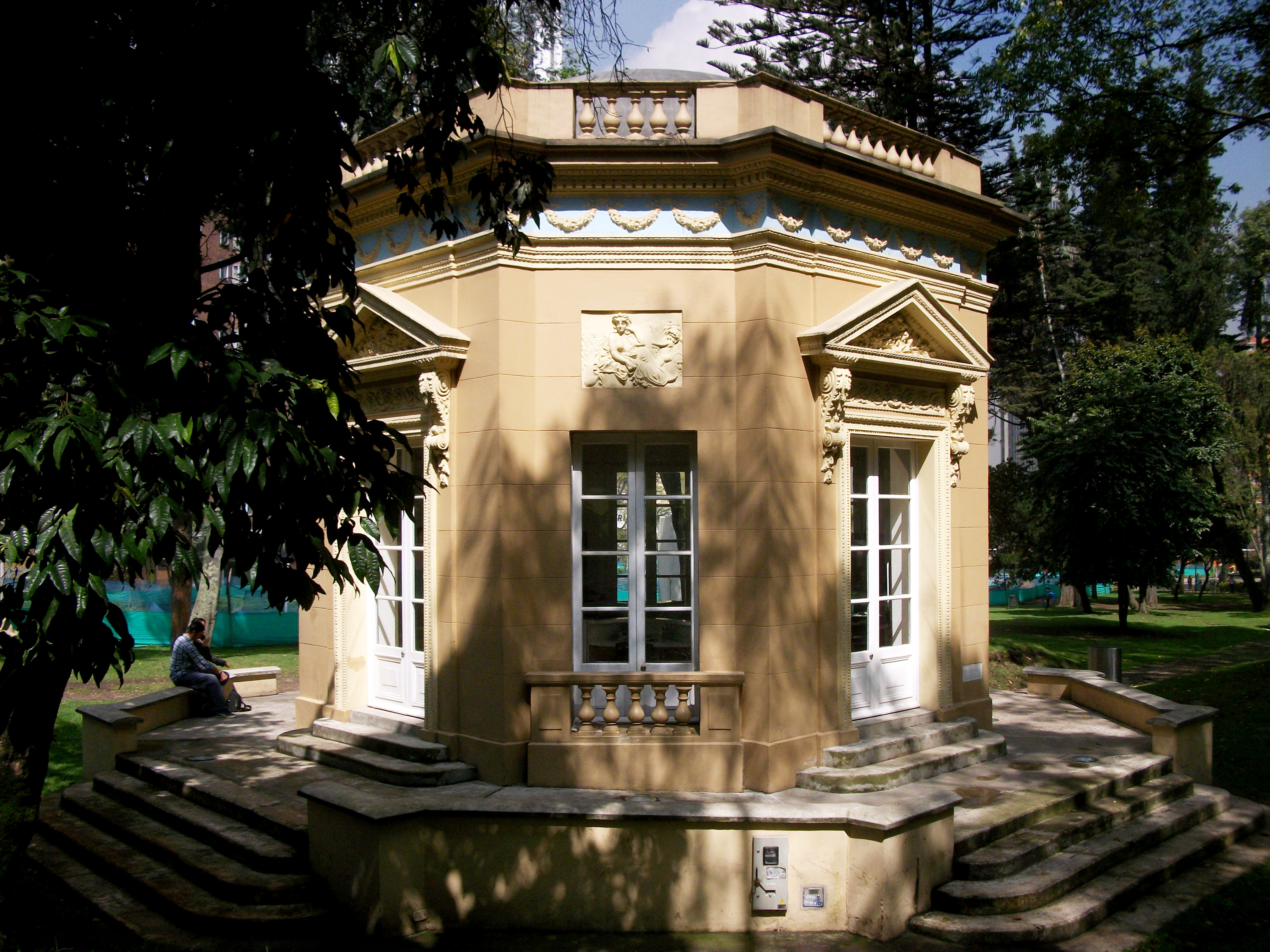
Quiosco de la Luz, Parque de la Independencia (Bogotá)

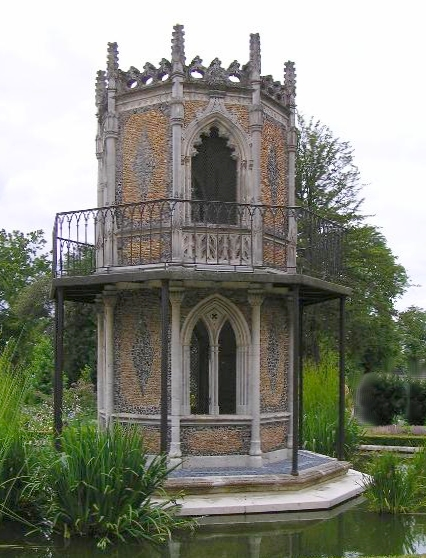
Torre gótica en el jardín público de Cognac.

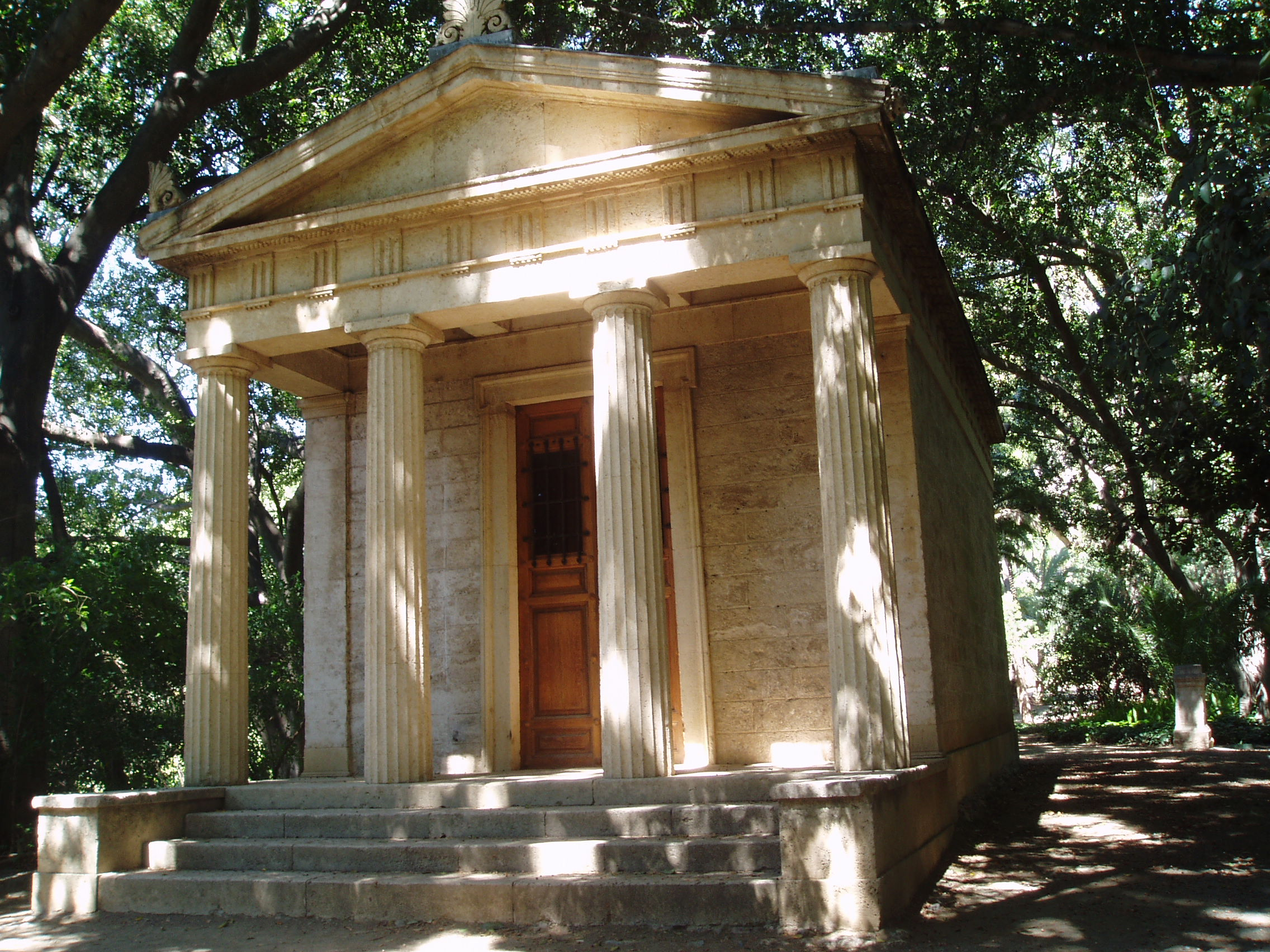
Museo Loringiano, Finca de la Concepción Málaga.

### Alemania
- El castillo de Neuschwanstein en Hohenschwangau, Baviera
- Fábricas del castillo de Nymphenburg, Múnich, Baviera

### Argentina
- La ciudad medieval de Campanópolis en González Catán, Buenos Aires.

### Australia
- The Big Pineapple, Nambour, Queensland.
- Kryal Castle, Ballarat, Victoria

### Bélgica
- Rocalla artificial en el parque del château d'Attre

### Canadá
- Casa Loma, Toronto, Ontario

### Colombia
- Quiosco de la Luz, Parque de la Independencia (Bogotá), Bogotá
- Palacio Egipcio, Barrio Prado (Medellín), Medellín
- Museo el Castillo, Medellín, Antioquia

### España
- Capricho de Gaudí, finca del Palacio de Sobrellano, Comillas (Cantabria).
- Parque de El Capricho, Madrid.
- Castillo de Colomares, Benalmádena, Málaga
- Museo Loringiano, Málaga

### Estados Unidos
- Castillo Belvedere, Central Park, New York
- Lawson Tower, Scituate, Massachusetts
- Ypsilanti Water Tower, Ypsilanti
- Big Duck, Flanders, New York
- Lucy the Elephant, Margate City, New Jersey
- The Longaberger Company Headquarters, Newark, Ohio
- Peachoid Water Tower, Gaffney, South Carolina
- Shell Service Station, Winston-Salem, North Carolina
- Winchester Mystery House, San José, California
- Bishop Castle, à l'extérieur de Pueblo, Colorado
- Körner's Folly, Kernersville, North Carolina
- Hat 'n' Boots, Seattle, Washington

### Francia
- Désert de Retz, jardín de folies en Chambourcy, cerca de París (siglo XVIII)
- Parc Jean-Jacques Rousseau en Ermenonville.
- Aldea del Château de Chantilly y su villa de fábricas campestres.
- Pedio de Groussay, cerca de Montfort-l'Amaury : una decena de folies neoclásicas dirigidas por Charles de Beistegui
- El Parc de la Villette en París Folies contemporáneas de Bernard Tschumi.
- Folies de Montpellier
- Petit Trianon en Versalles: Folies del Jardín inglés y de la Aldea de la Reina
- Lechería de Rambouillet
- Méréville

### Hungría
- Bory Castle en Székesfehérvár
- Taródi Castle en Sopron
- Vajdahunyad vára en el City Park de Budapest

### India
- Overbury's Folly, Thalassery, Kerala

### Irlanda
- Casino at Marino
- Conolly's Folly

### Italia
- Los jardines de Bomarzo

### México
- Jardín surrealista de Las Pozas, Xilitla, San Luis Potosí

### Perú
- Reconstrucción del Arco Morisco en el Parque de la Amistad, Surco.
- Pabellones del Parque de la Exposición, Cercado de Lima.

### Reino Unido
- Clavell Tower, Dorset, Inglaterra
- Fonthill Abbey, Wiltshire, Inglaterra
- The Folly Tower en Pontypool, Gales
- Freston Tower, cerca de Ipswich, Suffolk
- Tattingstone Wonder, cerca de Ipswich, Suffolk
- Severndroog Castle, Shooter's Hill, en el sureste de Londres
- Rushton Triangular Lodge, Northamptonshire (siglo XVI)
- Stowe School (varias folies en el parque)
- El Ashton Memorial, Lancaster, Inglaterra
- Broadway Tower, Cotswolds, Inglaterra
- Hawkstone Park, folies en los jardines de Shropshire, Inglaterra
- King Alfred's Tower, Stourhead, Wiltshire, Inglaterra
- Williamson's tunnels, probablemente la folie sobterranea más grande del mundo, Liverpool, Inglaterra
- Flounder's Folly, Shropshire, Inglaterra
- Beckford's Tower, Somerset, Inglaterra
- National Monument, Edinburgh, Escocia
- La Dunmore Pineapple, Falkirk, Escocia
- McCaig's Tower, Oban, Escocia
- Penshaw Monument, Penshaw, Sunderland
- Portmeirion, Wales
- Watkins' Tower, Londres
- Bettisons Folly, Hornsea, Inglaterra
- Sway Tower, New Forest, Inglaterra
- Old John, Bradgate Park, Leicestershire, Inglaterra
- Faringdon Folly, Faringdon, Oxfordshire
- Wentworth Follies, Wentworth, South Yorkshire
- "The Cage" en Lyme Park
- Peckforton Castle
- Perrott's Folly, Birmingham, Inglaterra
- Black Castle Public House, Bristol
- Gothic Tower à Goldney Hall, Bristol
- The Caldwell Tower, Lugton, Renfrewshire, Escocia.

### Rumania
- Castillo Iulia Hașdeu

### Rusia
- Torres en ruinas de Peterhof, Tsarskoe Selo, Gátchina, y Tsarítsino
- La Chapelle, Peterhof

### Uruguay
- Castillo del Parque Rodó, Parque José Enrique Rodó